# Volcán Moyuta
Volcán Moyuta är en vulkan i Guatemala.   Den ligger i departementet Departamento de Jutiapa, i den södra delen av landet, 80 km sydost om huvudstaden Guatemala City. Toppen på Volcán Moyuta är 1 662 meter över havet.
Terrängen runt Volcán Moyuta är huvudsakligen kuperad, men åt sydväst är den bergig. Volcán Moyuta är den högsta punkten i trakten. Runt Volcán Moyuta är det ganska tätbefolkat, med 96 invånare per kvadratkilometer. Närmaste större samhälle är Moyuta, 1,6 km nordost om Volcán Moyuta. Omgivningarna runt Volcán Moyuta är en mosaik av jordbruksmark och naturlig växtlighet.